# برايان وتن
برايان وتن (بالإنجليزية: Brian Wooten)‏ هو عازف قيثارة أمريكي، ولد في 26 يوليو 1954.

## وصلات خارجية
- برايان وتن على موقع ميوزك برينز (الإنجليزية)
- برايان وتن على موقع ديسكوغز (الإنجليزية)